# Glabušovce
Glabušovce, ungarisch Galábocs (bis 1927 slowakisch „Galáboč“) ist eine Gemeinde im Süden der Slowakei mit 121 Einwohnern (Stand 31. Dezember 2024). Sie gehört zum Okres Veľký Krtíš, einem Kreis des Banskobystrický kraj.

## Geographie

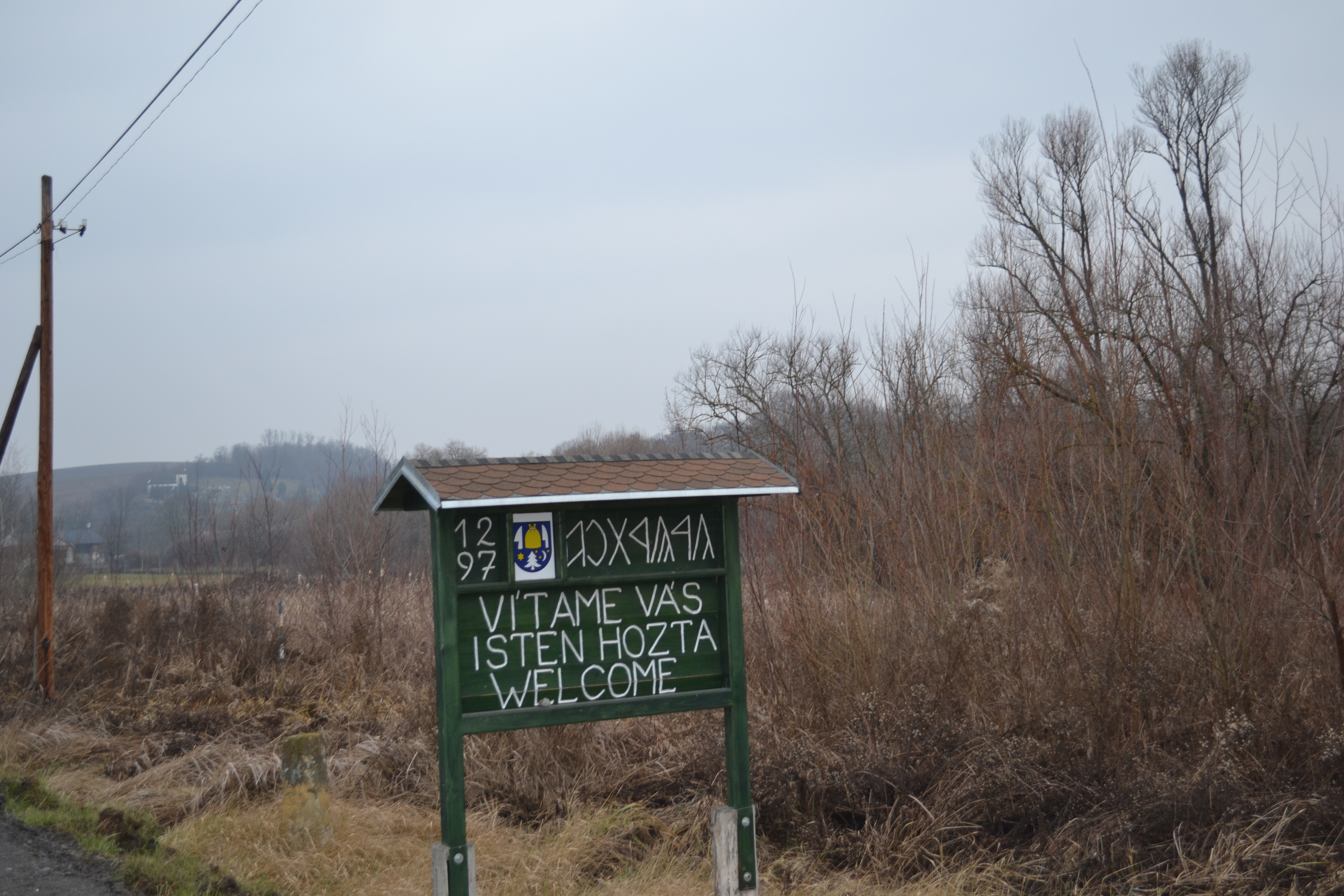
Dreisprachiges Willkommensschild mit Ortsbezeichnung in altungarischer Schrift

Die Gemeinde befindet sich in einem sanften Tal im Talkessel Ipeľská kotlina, einem Teil der größeren Einheit Juhoslovenská kotlina, am Bach Glabušovský potok im Einzugsgebiet des Ipeľ, unweit der Staatsgrenze zu Ungarn. Das Ortszentrum liegt auf einer Höhe von 180 m n.m. und ist 14 Kilometer von Veľký Krtíš entfernt.
Nachbargemeinden sind Malé Zlievce im Norden, Čeláre im Osten, Zombor im Süden und Olováry im Westen.

## Geschichte

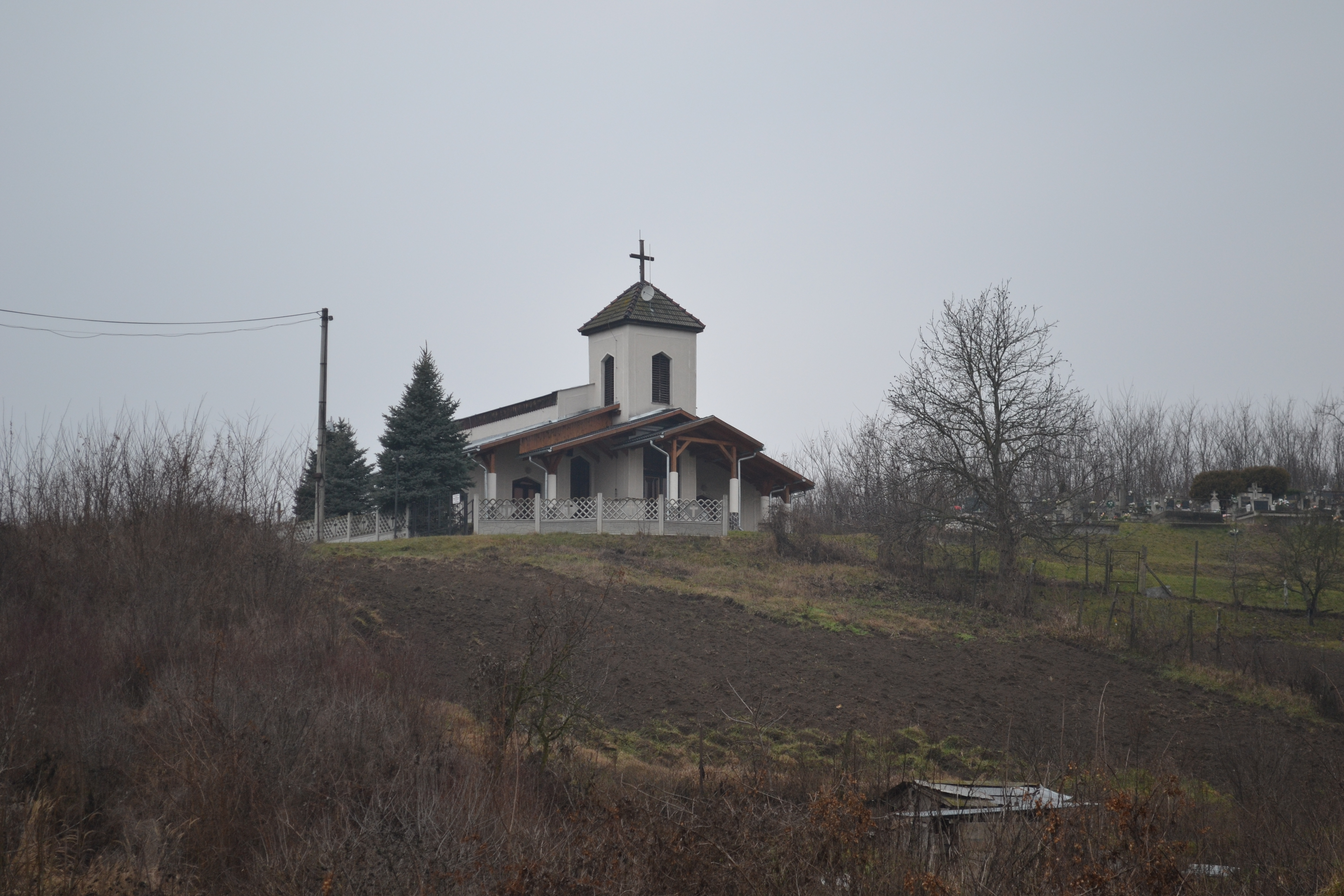
Moderne römisch-katholische Kirche in Glabušovce

Glabušovce wurde zum ersten Mal 1297 als Galabuch schriftlich erwähnt und war Besitz verschiedener Familien, wie zum Beispiel Kacsics, Prónay und Bene. Der Ort wurde von den Türken zerstört, war 1554 verwüstet und lag zwischen 1554 und 1594 im Osmanischen Reich. Erst danach wurde das Dorf nach und nach wieder bevölkert. 1828 zählte man 29 Häuser und 274 Einwohner, die als Landwirte und Winzer beschäftigt waren.
Bis 1918/1919 gehörte der im Komitat Neograd liegende Ort zum Königreich Ungarn und kam danach zur Tschechoslowakei beziehungsweise heute Slowakei. Auf Grund des Ersten Wiener Schiedsspruchs lag er von 1938 bis 1944 noch einmal in Ungarn.

## Bevölkerung
| Jahr                | 1994 | 2004    | 2014    | 2024   |
| ------------------- | ---- | ------- | ------- | ------ |
| Anzahl der Personen | 126  | 115     | 125     | 121    |
| Unterschied         |      | −8,73 % | +8,69 % | −3,2 % |

| Jahr                | 2023 | 2024    |
| ------------------- | ---- | ------- |
| Anzahl der Personen | 117  | 121     |
| Unterschied         |      | +3,41 % |

Gemäß der Volkszählung 2011 wohnten in Glabušovce 117 Einwohner, davon 58 Slowaken, 43 Magyaren und ein Tscheche. 15 Einwohner machten keine Angabe zur Ethnie.
87 Einwohner bekannten sich zur römisch-katholischen Kirche, acht Einwohner zur Evangelischen Kirche A. B. sowie jeweils ein Einwohner zur orthodoxen Kirche und zur reformierten Kirche. Fünf Einwohner waren konfessionslos und bei 15 Einwohnern wurde die Konfession nicht ermittelt.

## Bauwerke
- Glockenturm aus der Mitte des 19. Jahrhunderts
- moderne römisch-katholische Kirche Erzengel Michael
- Ruinen eines klassizistischen Landschlosses aus dem Jahr 1830